# Charles Marie Benjamin Rouget

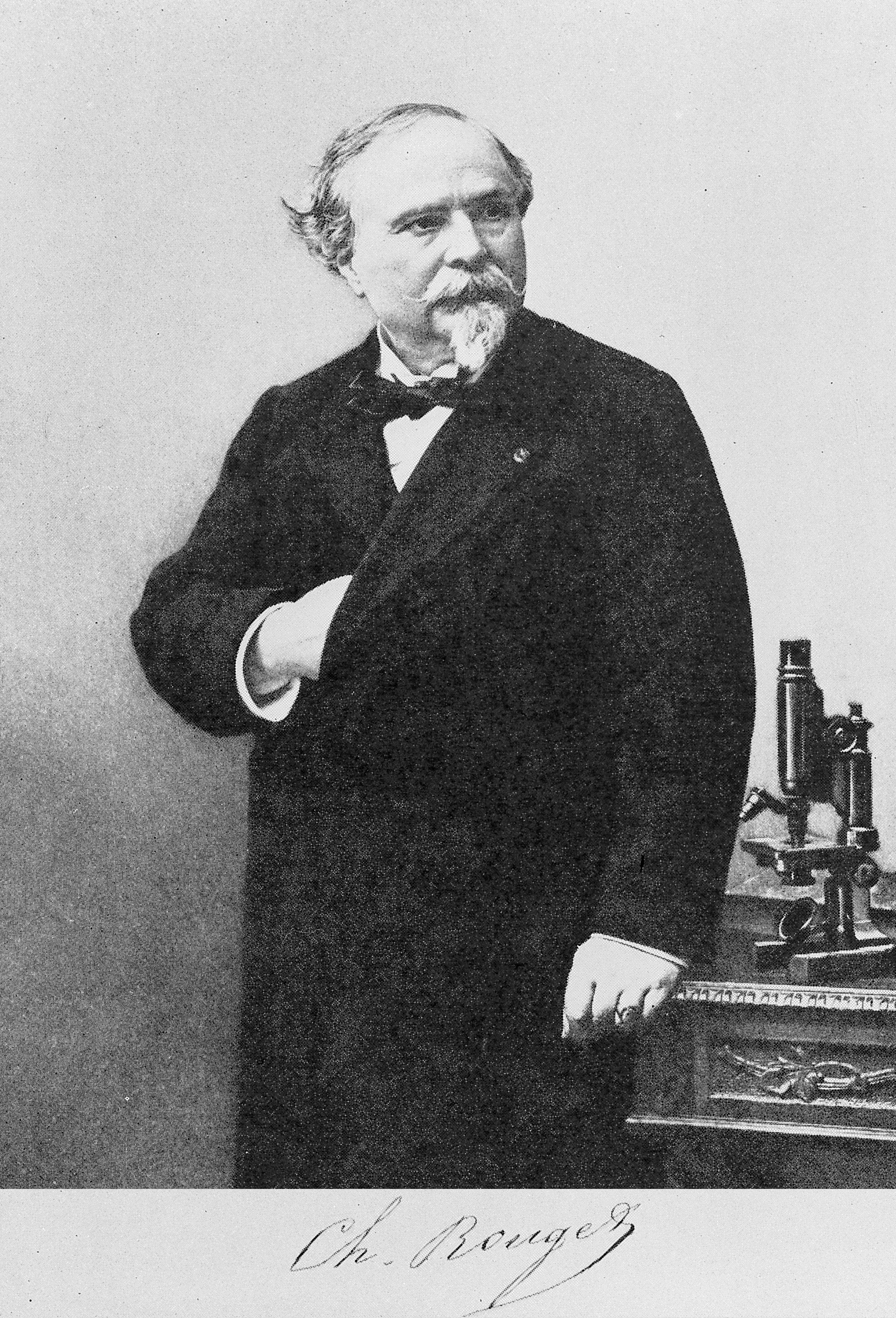
Charles Marie Benjamin Rouget

Charles Marie Benjamin Rouget (* 19. August 1824 in Gisors; † 1904 in Paris) war ein französischer Physiologe und Histologe.
Rouget war ab 1860 Professor für Physiologie an der Universität Montpellier. 1873 entdeckte Rouget verästelte kontraktile Zellen (Perizyten), die mit den Kapillaren in Verbindung standen. Die Perizyten werden auch heute noch Rouget-Zellen genannt.
1859 stellte Rouget erstmals das Polysaccharid Chitosan durch Kochen von Chitin mit Kalilauge her.